# Davallia solida var. sinensis
 (juillet 2016).
Si vous disposez d'ouvrages ou d'articles de référence ou si vous connaissez des sites web de qualité traitant du thème abordé ici, merci de compléter l'article en donnant les références utiles à sa vérifiabilité et en les liant à la section « Notes et références ».
Davallia solida var. sinensis est une variété de l'espèce de fougères Davallia solida, de la famille des Davalliaceae.
Elle appelée « fougère patte de lapin » en français et « ti’ati’a mou’a » en tahitien. Elle est utilisée pour la confection de costumes de danse tahitienne.